# Данамаджи
Данамаджи (фр. Danamadji) — небольшой город и супрефектура в Чаде, расположенный на территории региона Среднее Шари. Входит в состав департамента Гранд-Сидо.

## Географическое положение
Город находится в южной части Чада, к востоку от реки Буру (бассейн реки Шари), на высоте 363 метра над уровнем моря.
Данамаджи расположен на расстоянии приблизительно 524 километров к юго-востоку от столицы страны Нджамены.

## Население
По данным официальной переписи 2009 года численность населения Данамаджи составляла 34 028 человек (17 007 мужчин и 17 021 женщина). Население супрефектуры по возрастному диапазону распределилось следующим образом: 49,7 % — жители младше 15 лет, 47,1 % — между 15 и 59 годами и 3,2 % — в возрасте 60 лет и старше.

## Транспорт
Ближайший аэропорт расположен в городе Сарх.